# Abdel Moneim Aboul Fotouh
Abdel Moneim Aboul Fotouh (Arabisch: عبد المنعم أبو الفتوح عبد الهادي) (Caïro, 15 oktober 1951) is een Egyptisch arts, bestuurder en politicus.
Tot 2011 was hij een lid van de Moslimbroederschap en hij zat jarenlang vast vanwege zijn betrokkenheid bij deze beweging. Vanaf 2004 was hij secretaris-generaal van de Arabische Artsenunie. Hij deed mee aan de presidentsverkiezingen van 2012 en behaalde met 17,5% van de stemmen de vierde plaats in de eerste ronde. De verkiezingen van 2014 boycot hij vanwege gebrek aan democratie in Egypte.

## Biografie
Fotouh studeerde in 1976 af in geneeskunde aan de Universiteit van Caïro en voltooide vervolgens een studie in de rechten aan dezelfde universiteit. Hierna studeerde hij verder aan de Universiteit van Helwan en behaalde hier zijn mastergraad in ziekenhuismanagement. In 1973 werd hij gekozen tot voorzitter van de studentenvereniging van de geneeskundige faculteit en in 1975 van die van de gehele Universiteit van Caïro. Daarnaast werd hij gekozen tot secretaris van de mediacommissie van alle Egyptische universiteiten. In 1977 werd hij na een interview van president Anwar Sadat van de universiteit gezet.
Sinds het begin van de jaren zeventig was hij lid van de Moslimbroederschap. Tijdens zijn studie had hij omgang met Ayman al-Zawahiri, de latere leider van Al Qaida, die het in die tijd al oneens was met de geweldloze koers van de Moslimbroederschap. In 1981 werd hij een maand gevangengezet nadat president Sadat was vermoord door een islamist. Drie jaar later hielp hij de broederschap de entree te maken in het Egyptische parlement, door middel van een alliantie met de Nieuwe Wafd Partij. Van 1987 tot 2009 was hij lid van het begeleidingsbureau van de broederschap. Van 1996 tot 2001 zat hij in de gevangenis vanwege zijn betrokkenheid bij de beweging.
Daarnaast bekleedde hij sinds 1984 topposities binnen verschillende Egyptische medische vakorganisaties, tot hij in 2004 benoemd werd tot secretaris-generaal van het Arabische Artsenverbond.
In 2010 publiceerde Fotouh zijn memoires, die zich laten vertalen als Een getuige van de geschiedenis van de Egyptische islamische beweging. Hierin beschreef hij de geschiedenis van de Moslimbroederschap van 1970 tot 1984 en zijn ervaringen als lid van deze organisatie. Ondanks zijn lange verbondenheid met de broederschap, werd hij in 2011 uit de partij gezet toen hij besloot zich op persoonlijke titel te kandideren voor de presidentsverkiezingen van 2012. In aanloop naar de verkiezingen overleefde hij een aanslag, toen hij aan de rand van Caïro over de snelweg reed.
Vanuit politiek oogpunt wordt Fotouh gezien als een sociaal-liberaal en gematigd moslim. Hierin werd hij naar eigen zeggen beïnvloed door vroege Moslimbroeders als Umar al-Tilmisani en Shaykh Mohammed al-Ghazali, die uit de gevangenis kwamen toen hij de studentenvereniging aanvoerde. Al in zijn tijd bij de Moslimbroederschap behoorde Fotouh tot de voorstanders van goede banden met het westen, democratische hervormingen, vrouwenrechten en de rechten van minderheden. Verder pleit hij voor het opnemen van mensenrechten in de grondwet en een einde aan militaire rechtszaken tegen burgers. Staatkundig is hij voorstander van een door de sharia geïnspireerde burgerstaat. Volgens een vermeende uitgelekte telefoontap, zou generaal Sisi hem echter houden voor een extremistische Moslimbroeder.
Tijdens de verkiezingen werd hij gesteund door een brede achterban, van de militante islamistische beweging Gama'a al-Islamiyya tot seculiere jongeren zoals de internetactivist Wael Ghonim die achter de actie Wij zijn allemaal Khaled Saïd stond, en daarmee een belangrijk deel van het lont in het kruitvat stak van de Egyptische Revolutie van 2011.
Fotouh behaalde met 17,5% van de stemmen een vierde plaats tijdens de presidentsverkiezingen van 2012. Na de verkiezingen richtte hij de partij Sterk Egypte op. Sinds partijleden werden opgepakt vanwege het posteren tegen het referendum over de nieuwe grondwet, boycot Fotouh de verkiezingen van 2014 vanwege gebrek aan democratie in Egypte.